# Xidan

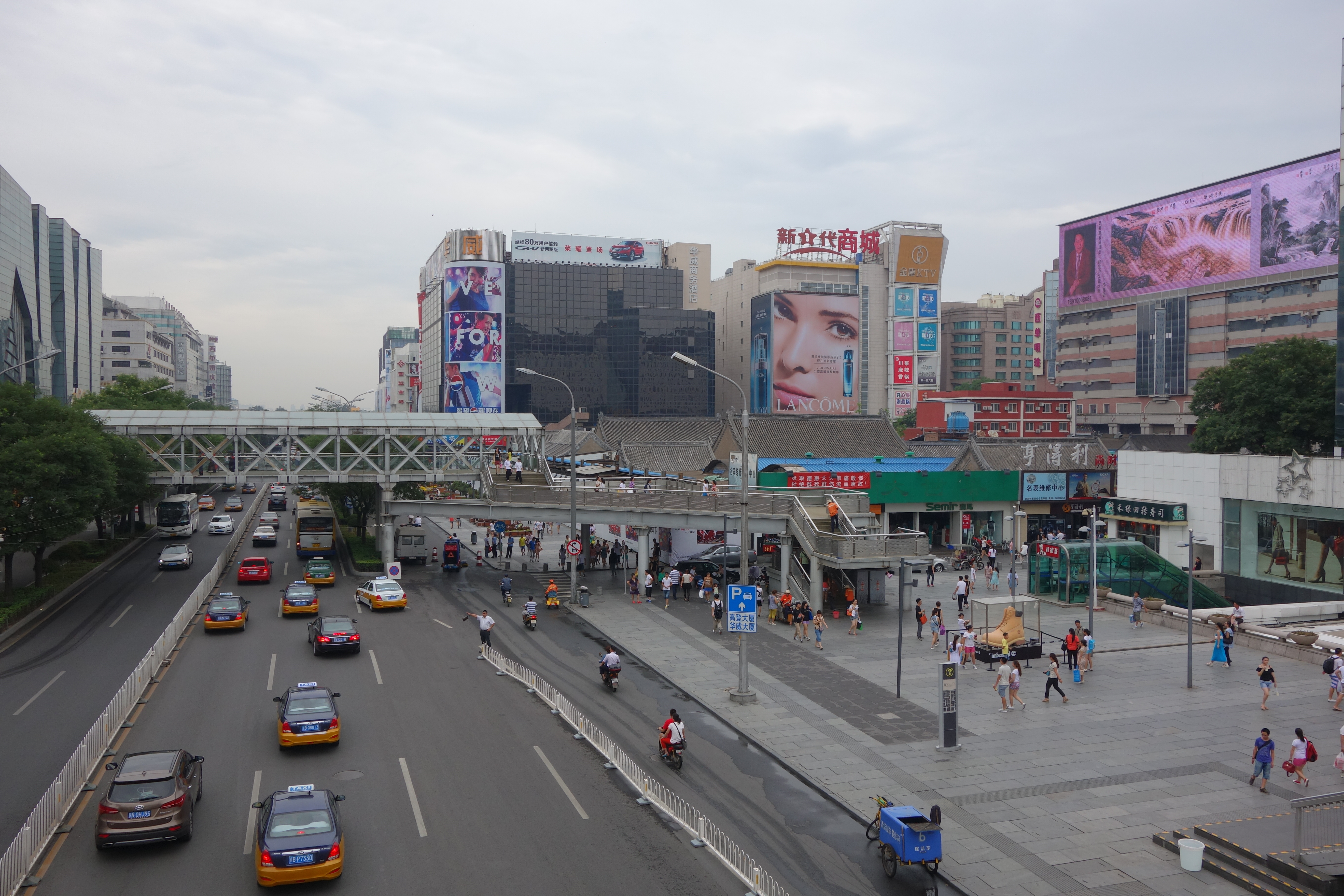
Xidan

Xidan (西单; Xīdān) är ett handelsdistrikt i Peking i Kina. Xidan ligger i Xichengdistriktet i centrala Peking ca 2 km väster om Himmelska fridens torg kring Norra Xidanavenyn (西单北大街).
| Pekings tunnelbana |         |              |
|                    | Linje 1 | Xidan (西单) |
|                    | Linje 4 | Xidan (西单) |